# Bajos de Güera
Bajos de Güera es un corregimiento ubicado en el distrito de Macaracas en la provincia panameña de Los Santos. En el año 2010 tenía una población de 619 habitantes y una densidad poblacional de 6,2 personas por km².

## Toponimia y gentilicio
Toma su nombre de la antigua provincia indígena de Hueré.

## Geografía física
De acuerdo con los datos del INEC el corregimiento posee un área de 99,5 km².

## Demografía
De acuerdo con el censo del año 2010, el corregimiento tenía una población de unos 619 habitantes. La densidad poblacional era de 6,2 habitantes por km². 